# Aleksander Klima
Aleksander Klima (ur. 13 sierpnia 1945 w Oschatz) – polski biathlonista i biegacz narciarski, brązowy medalista mistrzostw świata.

## Kariera
Największy sukces odniósł podczas mistrzostw świata w Hämeenlinna w 1971 roku, kiedy wraz z Józefem Stopką, Józefem Różakiem i Andrzejem Rapaczem zdobył brązowy medal w sztafecie. Na rozgrywanych dwa lata później mistrzostwach świata w Mińsku zajął 24. miejsce w biegu indywidualnym, 32. w sprincie i 11. w sztafecie. Był też między innymi szósty w sztafecie podczas mistrzostw świata w Östersund w 1970 roku.
Brał również udział w igrzyskach olimpijskich w Sapporo w 1972 roku, gdzie zajął dziewiąte miejsce w biegu indywidualnym oraz siódme w sztafecie (razem ze Stopką, Różakiem i Rapaczem).
W mistrzostwach Polski w biathlonie pięciokrotnie zdobywał medale (trzy razy złoto w biegu indywidualnym i dwa medale w sztafecie).
Był podoficerem zawodowym Ludowego Wojska Polskiego. Został odznaczony Brązowym Krzyżem Zasługi i Medalem za Wybitne Osiągnięcia Sportowe. Żonaty, ma dwie córki, becnie mieszka w Kirach.

## Osiągnięcia

### Igrzyska olimpijskie
| Rok  | Miejscowość | Konkurencje | Konkurencje | Konkurencje | Konkurencje | Konkurencje | Konkurencje | Konkurencje |
| Rok  | Miejscowość | IN          | SP          | PU          | MS          | RL          | MR          | SR          |
| ---- | ----------- | ----------- | ----------- | ----------- | ----------- | ----------- | ----------- | ----------- |
| 1972 | Sapporo     | 9.          | nd.         | nd.         | nd.         | 7.          | nd.         | –           |

### Mistrzostwa świata
| Rok  | Miejscowość | Konkurencje | Konkurencje | Konkurencje | Konkurencje | Konkurencje | Konkurencje | Konkurencje |
| Rok  | Miejscowość | IN          | SP          | PU          | MS          | RL          | MR          | SR          |
| ---- | ----------- | ----------- | ----------- | ----------- | ----------- | ----------- | ----------- | ----------- |
| 1970 | Östersund   | –           | nd.         | nd.         | nd.         | 6.          | nd.         | –           |
| 1971 | Hämeenlinna | –           | nd.         | nd.         | nd.         | 3.          | nd.         | –           |
| 1973 | Mińsk       | 24.         | 32.         | nd.         | nd.         | 11.         | nd.         | –           |